# Xabier Izko de la Iglesia
Xabier Izko de la Iglesia (Berango, Biscaia 1941) fou un activista basc, militant d'ETA des de 1963. Fill de pare navarrès i mare de Zamora, treballava com a impressor i estava casat amb Ione Dorronsoro, germana d'Unai Dorronsoro. Implicat en l'assassinat del comissari franquista Melitón Manzanas el 1968, fou ferit i detingut per la policia a Pamplona el 1969 quan intentava alliberar alguns presos d'ETA amb Gregorio López Irasuegi, i condemnat a mort en el Procés de Burgos en imputar-se-li l'autoria material de l'assassinat, tot i que ell ho negà posteriorment. Degut a la pressió internacional li fou commutada per cadena perpètua i traslladat al penal d'El Puerto de Santa María. El 1977 fou amnistiat i estranyat a Oslo; alhora ingressà al partit EIA, que després evolucionà a Euskadiko Ezkerra. Retirat de la política, el 2000 va renegar públicament del seu passat a ETA juntament amb Teo Uriarte, Mario Onaindía, José María Dorronsoro i Xabier Larena.